# Liste der Abgeordneten zum Oberösterreichischen Landtag (XXIII. Gesetzgebungsperiode)
Diese Liste der Abgeordneten zum Oberösterreichischen Landtag (XXIII. Gesetzgebungsperiode) listet alle Abgeordneten zum Oberösterreichischen Landtag in der XXIII. Legislaturperiode. Die Gesetzgebungsperiode reichte vom 28. Oktober 1985 bis zum 29. Oktober 1991, die Angelobung der Abgeordneten erfolgte am 28. Oktober 1985. Bei der Landtagswahl 1985 war es gegenüber der Landtagswahl 1979 zu fast keinen Änderungen gekommen. Lediglich die Freiheitliche Partei Österreichs (FPÖ) hatte ein Mandat an die Österreichische Volkspartei (ÖVP) verloren. Die Sozialdemokratische Partei Österreichs (SPÖ) erreichte denselben Mandatsstand wie 1979. Von den 56 Mandaten entfielen somit 30 auf die ÖVP, 23 auf die SPÖ und 3 auf die FPÖ. Die vom Landtag gewählte Landesregierung Ratzenböck III hatte sich bei der Angelobung in der Folge nur wenig gegenüber der Vorgängerregierung verändert.

## Funktionen

### Landtagspräsidenten
Die ÖVP stellte in der Gesetzgebungsperiode auf Grund ihrer relativen Mandatsmehrheit den Ersten Landtagspräsidenten. Johanna Preinstorfer übernahm wie in der vorangegangenen Gesetzgebungsperiode das Amt der Ersten Landtagspräsidentin. Auch Ferdinand Reisinger (SPÖ) blieb in seiner Funktion als Zweiter Landtagspräsident. Die FPÖ verlor auf Grund ihrer Verluste den Anspruch auf den Dritten Landtagspräsidenten. Der Anspruch auf diese Funktion fiel in der Folge der ÖVP zu, die diese Funktion mit dem ehemaligen Landesrat Rudolf Trauner besetzte.

### Klubobleute
Die Funktion des Klubobmannes hatte in der ÖVP zunächst Landeshauptmann-Stellvertreter Karl-Albert Eckmayr inne. Nach dessen Wechsel in die Landesregierung gab Eckmayr am 11. Oktober 1989 diese Funktion an Hugo Scheuba ab. Stellvertretende Klubobleute der ÖVP waren Friedrich Bernhofer und Landesrat Leopold Hofinger. Bei der SPÖ übernahm die Funktion des Klubobmanns zunächst bis 3. Juli 1987 Friedrich Freyschlag, an seine Stelle trat noch am selben Tag Alois Schwarzinger. Bei der FPÖ war zunächst Horst Schender Klubobmann, der sein Amt am 30. Juni 1989 zurücklegte. Er wurde am 1. Juli 1989 vom bisherigen Klubobmann-Stellvertreter Hans Achatz abgelöst.

### Landtagsabgeordnete
| Name                           | Fraktion | Anmerkung                                               |
| ------------------------------ | -------- | ------------------------------------------------------- |
| Achatz Hans                    | FPÖ      |                                                         |
| Aichinger Alfred               | SPÖ      | bis 20. Dezember 1990                                   |
| Baldinger-Huemer Josef         | ÖVP      | bis 6. Juli 1989                                        |
| Bernhofer Friedrich            | ÖVP      | ab 7. März 1990 für Johann Buchinger                    |
| Block Udo                      | SPÖ      | ab 10. Dezember 1986                                    |
| Brait Johann                   | ÖVP      |                                                         |
| Breurather Josef               | SPÖ      | bis 10. Dezember 1986                                   |
| Buchinger Johann               | ÖVP      | bis 7. März 1990                                        |
| Derflinger Maria               | SPÖ      | ab 10. November 1988                                    |
| Dirngrabner Erich              | SPÖ      |                                                         |
| Dresl Vinzenz                  | SPÖ      | bis 13. Dezember 1989                                   |
| Dutzler Karl                   | SPÖ      | ab 12. Dezember 1990                                    |
| Dyk Irene                      | ÖVP      |                                                         |
| Eckmayr Karl-Albert            | ÖVP      | bis 12. Oktober 1989                                    |
| Edelmayr Helmut                | SPÖ      |                                                         |
| Eitzinger Franz                | FPÖ      | bis 31. August 1991                                     |
| Ennsberger Robert              | SPÖ      | bis 13. Dezember 1989                                   |
| Freyschlag Friedrich           | SPÖ      | bis 3. Juli 1987                                        |
| Fürnschlief Roland             | SPÖ      |                                                         |
| Gaisbauer Adolf                | ÖVP      |                                                         |
| Gressenbauer Leopold           | SPÖ      | bis 30. Oktober 1988                                    |
| Gstöttner Ferdinand            | SPÖ      |                                                         |
| Gumpinger Otto                 | ÖVP      |                                                         |
| Happl Willibald                | SPÖ      | bis 12. Dezember 1989                                   |
| Harrer-Friesenbichler Elfriede | SPÖ      | bis 9. Dezember 1986                                    |
| Haslehner Franz                | ÖVP      | bis 6. Dezember 1990                                    |
| Hiesl Franz                    | ÖVP      |                                                         |
| Kapeller Helmut                | SPÖ      |                                                         |
| Kogler Hermann                 | ÖVP      |                                                         |
| Königsreiter Ludwig            | ÖVP      | ab 9. Dezember 1987                                     |
| Kreinecker Alois               | ÖVP      | ab 9. Dezember 1987                                     |
| Krendl Manfred                 | ÖVP      | ab 12. Oktober 1989 für Karl-Albert Eckmayr             |
| Kroismayr Franz                | FPÖ      | ab 6. Juli 1989 für Horst Schender                      |
| Kukacka Helmut                 | ÖVP      | bis 12. Juni 1986                                       |
| Lakitsch Maximilian            | SPÖ      | ab 23. Jänner 1987                                      |
| Lauss Karl                     | ÖVP      | ab 6. Dezember 1990                                     |
| Leitenbauer Franz              | ÖVP      | bis 1. Juli 1988                                        |
| Leitl Christoph                | ÖVP      | bis 6. Dezember 1990                                    |
| Lengauer Engelbert             | ÖVP      | 1. Juli 1988 für Franz Leitenbauer bis 6. Dezember 1990 |
| Michlmayr Wolfgang             | SPÖ      |                                                         |
| Mißbichler Markus              | SPÖ      |                                                         |
| Moser Franz                    | ÖVP      |                                                         |
| Natzmer Helmut                 | ÖVP      | bis 23. November 1990                                   |
| Oberhaidinger Georg            | SPÖ      | bis 8. Oktober 1986                                     |
| Orthner Angela                 | ÖVP      | ab 12. Juni 1986                                        |
| Pallwein-Prettner Leo          | ÖVP      |                                                         |
| Pernkopf Johann                | ÖVP      |                                                         |
| Pollhammer-Zeilinger Heinrich  | ÖVP      |                                                         |
| Preinstorfer Johanna           | ÖVP      |                                                         |
| Pühringer Josef                | ÖVP      | bis 9. Dezember 1987                                    |
| Rehberger Rupert               | ÖVP      |                                                         |
| Reisinger Ferdinand            | SPÖ      |                                                         |
| Riederer Johann                | ÖVP      |                                                         |
| Schamberger Helmut             | SPÖ      |                                                         |
| Schender Horst                 | FPÖ      | bis 30. Juni 1989                                       |
| Scheuba Hugo                   | ÖVP      |                                                         |
| Schindler Lambert              | SPÖ      |                                                         |
| Schreiberhuber Gertrude        | SPÖ      | ab 13. Dezember 1989                                    |
| Schuster Monika                | SPÖ      | ab 13. Dezember 1989                                    |
| Schwarzinger Alois             | SPÖ      |                                                         |
| Sigl Viktor                    | ÖVP      | ab 6. Dezember 1990                                     |
| Spitzbart Ernst                | SPÖ      | bis 12. Dezember 1990                                   |
| Steiner Adolf                  | SPÖ      | ab 8. Oktober 1986                                      |
| Steinkogler Josef              | ÖVP      | ab 6. Dezember 1990                                     |
| Steinmayr Thaddäus             | ÖVP      |                                                         |
| Stumpfl Rudolf                 | ÖVP      |                                                         |
| Sulzbacher Fritz               | SPÖ      |                                                         |
| Trauner Rudolf                 | ÖVP      |                                                         |
| Ulrich Walter                  | SPÖ      | ab 13. Dezember 1989                                    |
| Weichselbaumer Karl            | ÖVP      |                                                         |
| Weinberger Otto                | SPÖ      |                                                         |
| Wiener Johann                  | ÖVP      |                                                         |
| Wiesner Erich                  | ÖVP      |                                                         |
| Wigelbeyer Werner              | ÖVP      |                                                         |
| Wohlmuth Erwin                 | SPÖ      | ab 30. Jänner 1991                                      |
| Zimmerberger Werner            | ÖVP      | ab 6. Dezember 1990                                     |
| Zuschrader Helmut              | SPÖ      | ab 3. Juli 1987                                         |